# Wadomari
Wadomari (jap. 和泊町 Wadomari-chō) – miasto w Japonii, w prefekturze Kagoshima, na wyspie Okinoerabujima. Według danych na rok 2020 miejscowość zamieszkiwało 6 246 mieszkańców , a gęstość zaludnienia wyniosła 154,6 os./km².